# Level of detail
Level of detail (z ang. poziom szczegółów) – poziom skomplikowania trójwymiarowego obiektu znajdującego się w odpowiedniej odległości od punktu widzenia. Technika LOD zwiększa wydajność renderingu poprzez spadek liczby wyświetlanych punktów, zazwyczaj za pomocą vertex transformations. Zredukowana jakość modelu jest często niezauważalna z powodu małych zabiegów upiększających na ogólnym wyglądzie obiektu, gdy ten jest daleko lub porusza się szybko.
Najczęściej LOD jest stosowana do figur geometrycznych, podstawowa koncepcja może być uogólniana. Technika LOD jest dołączana również do kierowania shaderami, aby mieć kontrolę nad złożonością pikseli. Forma kierowania LOD jest stosowana do tekstur od lat pod nazwą mipmappingu dostarczając lepszą jakość renderingu.